# Norma Crane
Norma Crane (* 10. November 1928 in New York als Norma Anna Bella Zuckerman; † 28. September 1973 in Los Angeles, Kalifornien) war eine US-amerikanische Schauspielerin in Film und Fernsehen. Bekannt wurde sie durch ihre Kinorollen wie in Alles in einer Nacht, Penelope, Zehn Stunden Zeit für Virgil Tibbs oder Anatevka.

## Leben und Karriere
Norma Cranes Mutter starb bei ihrer Geburt, so wuchs sie bei ihrer Tante Helen (Hartzband) Zuckerman in El Paso, Texas auf. Nach ihrem Schulabschluss studierte Norma Crane Schauspiel am Texas State College für Frauen in Denton, Texas. Zu Beginn der 1950er Jahre begann sie ihre Schauspielerlaufbahn mit Rollen in Fernsehserien.
Zwischen 1951 und 1973 hatte sie Auftritte in über 50 Fernsehfilmen und Episoden von Fernsehserien, unter anderem in: Abenteuer im wilden Westen (1957), Peter Gunn (1959), Gnadenlose Stadt (1959–1961), Rauchende Colts (1959–1961), Kein Fall für FBI (1960), Die Unbestechlichen (1960–1961), Polizeirevier 87 (1961), East Side/West Side (1963), Auf der Flucht (1965), Big Valley (1966), Gefährlicher Alltag (1967), Solo für O.N.C.E.L. (1967), FBI (1967–1970), Die Spur des Jim Sonnett (1969), Der Chef (1969), Owen Marshall – Strafverteidiger (1972) oder Los Angeles 1937 (1972).
Ihre Kinodebüt gab sie 1956 mit einer kleinen Rollen in dem Vincente Minnelli Drama Anders als die anderen. Im Laufe der 1960er Jahre folgten weitere Rollen in Filmen wie Alles in einer Nacht unter der Regie von Joseph Anthony oder in der Komödie Penelope von Regisseur Arthur Hiller neben Schauspielern wie Natalie Wood, Ian Bannen oder Dick Shawn. 1968 sah man sie in Harvey Harts Filmdrama Die wilden Jahre, bevor sie 1970 in dem Sidney-Poitier-Krimi Zehn Stunden Zeit für Virgil Tibbs von Gordon Douglas agierte. Ihre wohl bekannteste Rolle spielte sie als Golde neben Topol und Leonard Frey in Norman Jewisons preisgekrönter Musical-Adaptation Anatevka.
Als Norma Crane zu Beginn der 1970er Jahre an Brustkrebs erkrankte, bezahlte ihre Freundin Natalie Wood die Arztrechnungen. Norma Crane verstarb 1973 im Alter von 44 Jahren in Los Angeles, Kalifornien. Sie wurde im Westwood Village Memorial Park Cemetery in Los Angeles beigesetzt.

## Filme (Auswahl)
- 1956: Anders als die anderen (Tea and Sympathy)
- 1961: Alles in einer Nacht (All in a Night's Work)
- 1966: Penelope
- 1968: Die wilden Jahre (The Sweet Ride)
- 1970: Zehn Stunden Zeit für Virgil Tibbs (They Call Me Mister Tibbs!)
- 1971: Anatevka (Fiddler on the Roof)